# Silvestro Prestifilippo
Silvestro Prestifilippo (Caronia, 17 settembre 1921 – Messina, 10 giugno 1975) è stato un giornalista, scrittore e regista italiano.

## Biografia
Di madre genovese, si trasferì presto con la famiglia nel capoluogo ligure. Nel 1938 debutta come critico teatrale su Il Grido d'Italia, Il Contemporaneo. Durante il periodo universitario, nella facoltà di giurisprudenza, collabora con Il Secolo XIX e Il Lavoro. Nel 1941 pubblica la sua prima raccolta di racconti e un saggio, Letteratura, oggi.  Entra a contatto con diversi esponenti della realtà culturale italiana contemporanea, stringendo amicizia intellettuale con Filippo Tommaso Marinetti, fondatore del movimento futurista. Richiamato alle armi, nel 1942 si sposta a Reggio Calabria, dove si stabilirà e pubblica il secondo saggio, Pagine di passato e di avvenire e, nel 1945, una seconda raccolta di racconti. Si laurea in giurisprudenza all'università di Messina e pubblica il suo primo romanzo nel 1945, Il solitario, al quale ne seguiranno altri due, Il mondo sulle strade nel 1948 e Il nome del dolore nel 1949. Continuò la sua attività di giornalista e scrittore di racconti sui quotidiani La Luce, Il Tempo e La Voce di Calabria, della quale sarà condirettore. Nel 1949 fondò con Guglielmo Calarco la rivista culturale L'Airone. Inizia anche a interessarsi di cinema, dirigendo diversi documentari e due lungometraggi a soggetto tra il 1950 e il 1952. Dal 1953 rientrò a Messina e continuò la sua attività di giornalista sul quotidiano L'Ora di Palermo, iniziando quella di drammaturgo teatrale. Dal 1961 scrive su Il Mattino di Napoli e sulla Tribuna del Mezzogiorno di Messina. Si è dedicato anche alla poesia, pubblicando nel 1969 un volume di raccolte in versi. Venne colto da un infarto ed è costretto a lasciare Il Mattino, ma collabora con altri giornali quali Il Messaggero, Il Secolo XIX e il Daily Mirror. Diversi i testi inediti, raccolti in taccuini e agende rimaste alla famiglia.
Muore a Messina all'età di 53 anni. Il figlio, Antonio Prestifilippo, diventerà a sua volta giornalista.

## Filmografia

### Regista
- Terra senza tempo (1950) anche soggetto
- Carne inquieta (1952) anche sceneggiatura

### Documentari
- Appuntamento sullo Stretto (1947)
- Cuore d'Aspromonte (1949)
- Uva a settembre (1952)

## Romanzi
- Il solitario (1945)
- Il mondo sulle strade (1948)
- Il nome del dolore (1949)
- E domani è lunedì (1950)
- Tramonto di un personaggio (1964)

## Raccolte racconti
- Ricordi di Bohème (1941)
- Anima amara (1943)
- Storie d'amore (1945)
- L'amore malato (1952)
- Il tempo e la memoria (1955)
- Una stagione per morire (1960)

## Raccolte poesie
- Delirare il mare (1969, ristampata nel 2007)

## Saggi
- Letteratura, oggi (1941)
- Pagine di passato e di avvenire (1943)
- Un mare d'ombra (1958)
- Incontri col sud (1961)
- Messina: artistica e monumentale (1974)
- Mafia: quarta ondata (1974)

## Drammi teatrali
- Crepuscolo (1949)
- Paura della primavera (1953)
- La bambola vera (1954)